# Nevėžis
Nevėžis je řeka v Litvě (Kaunaský, Panevėžyský, Utenský kraj). Je 210 km dlouhá. Povodí má rozlohu 6 140 km².

## Průběh toku

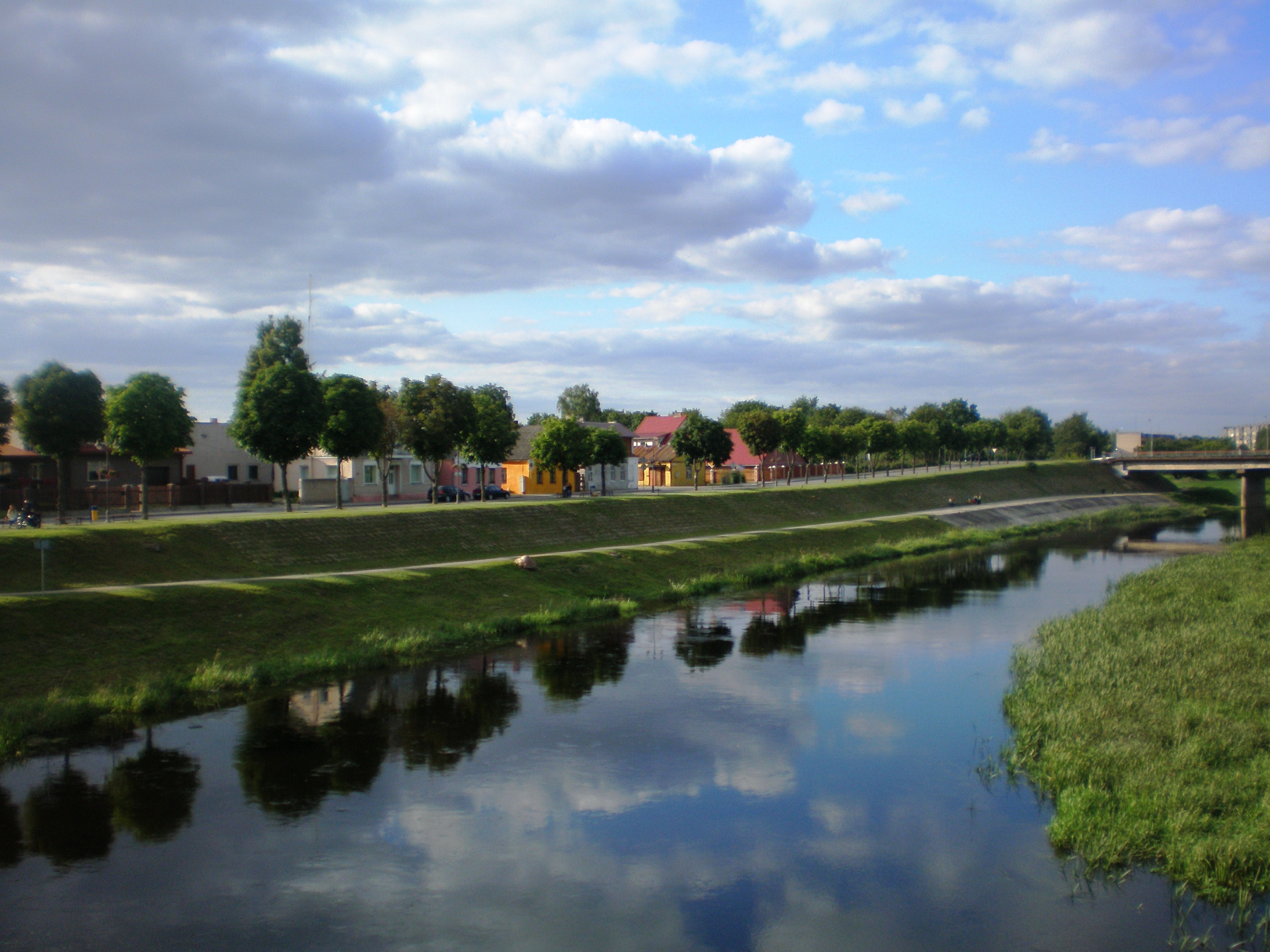
Nevėžis ve městě Kėdainiai

Pramení nedaleko Anykščiů v rašeliništi "Paraiščių durpynas" 6 km na jihovýchod od vsi Troškūnai a 7 km na severovýchod od vsi Repešėnai a teče přes Středolitevskou nížinu. Ústí zprava do Němenu 199 km od jeho ústí u města a hradu Raudondvaris (zde jej překlenuje Raudondvarský most). Zpočátku teče směrem severozápadním. Na řece leží města Raguva, Panevėžys. Za obcí Berčiūnai se stáčí na jih a klikatí se přes Nevėžyskou nížinu přes obce Naujamiestis, Krekenava, Kėdainiai a Babtai. U města Kėdainiai přes řeku vede železnice procházející městy Šiauliai a Jonava.

## Přítoky
- Levé:

| Hydrologické pořadí | Řeka                  | Délka (km) | Povodí (km²) | Vzdálenost od ústí (km) | Ústí kde             | Koordináty ústí                  |
| ------------------- | --------------------- | ---------- | ------------ | ----------------------- | -------------------- | -------------------------------- |
| 13010010            | N - 3                 | 3,9        | 4,2          | 199,6                   | Nevėžininkai         |                                  |
| 13010020            | Nevėžė                | 12,5       | 44,5         | 192,4                   | Surdaugiai           |                                  |
| 13010030            | Pienia                | 15,7       | 56,9         | 192,2                   | Surdaugiai           |                                  |
| 13010040            | Liepeika              | 5,0        | 9,2          | 190,6                   | Traupis              |                                  |
| 13010060            | Lankstupys            | 4,9        | 5,0          | 183,9                   | Vėžiškiai            |                                  |
| 13010070            | Enčia                 | 10,3       | 22,8         | 183,3                   | Vėžiškiai            |                                  |
| 13010090            | Alkupis               | 11,6       | 14,8         | 161,3                   | Miežiškiai           |                                  |
| 13010100            | Opstainė              | 14,4       | 42,7         | 155,5                   | Tautkūnai            |                                  |
| 13010110            | Alanta                | 31,9       | 118,5        | 154,8                   | Tautkūnai            |                                  |
| 13010130            | Juoda                 | 34,7       | 317,5        | 151,8                   | Velžys               |                                  |
| 13010240            | Dembavos upelis       | 3,8        | 3,9          | 143,7                   | Dembava              |                                  |
| 13010250            | Žagienis              | 11,1       | 27,3         | 139,6                   | Panevėžys            |                                  |
| 13010260            | Nendrė                | 5,6        | 7,5          | 136,4                   | Panevėžys            |                                  |
| 13010270            | Šermutas              | 11,3       | 16,5         | 134,2                   | Panevėžys            |                                  |
| 13010280            | Molaina               | 21,0       | 64,5         | 129,9                   | Smiltynė             |                                  |
| 13010320            | Uostrautas            | 5,4        | 9,3          | 125,5                   | Papušiai             |                                  |
| 13010450            | Deblonas              | 6,2        | 10,0         | 104,8                   | Mičiūnai             |                                  |
| 13010460            | Upytė                 | 39,5       | 252,0        | 101,1                   | Grinkai              |                                  |
| 13010510            | Neivirupis            | 4,8        | 6,5          | 100,6                   |                      |                                  |
| 13010530            | Linkava               | 36,8       | 163,4        | 98,3                    | Krekenava            |                                  |
| 13010610            | Liepupys              | 4,8        | 6,9          | 85,6                    | Kazokai              |                                  |
| 13010630            | Brasta                | 5,3        | 18,5         | 80,0                    | Šventybrastis        |                                  |
| 13010680            | Žalesys               | 11,9       | 16,1         | 64,5                    | Apytalaukis          |                                  |
| 13010690            | Alkupis               | 12,3       | 41,8         | 63,6                    | Apytalaukis          |                                  |
| 13010770            | Obelis                | 53,3       | 673,8        | 55,6                    | Paobelys/Kėdainiai   | 55°16′13″ s. š., 23°57′30″ v. d. |
| 13010890            | Šerkšnys              | 13,7       | 34,6         | 52,2*                   | Paobelys/Pelėdnagiai | 55°15′28″ s. š., 23°57′12″ v. d. |
| 13010910            | Ašarėna               | 6,4        | 8,8          | 52,1*                   | Pelėdnagiai          | 55°14′47″ s. š., 23°56′58″ v. d. |
| 13010940            | Barupė                | 48,2       | 322,4        | 43,7                    | Labūnava             |                                  |
| 13011190            | Gynia                 | 35,8       | 156,3        | 25,7                    | Babtai               |                                  |
| 13011240            | Kiaunupis             | 13,7       | 19,9         | 20,9                    | Babtai               |                                  |
| 13011270            | Sausinė               | 10,7       | 19,6         | 13,3                    | Sausinė              |                                  |
| 13011290            | N - 1                 | 3,6        | 3,1          | 9,3                     | Užliedžiai           |                                  |
| 13011320            | Lieda                 | 7,2        | 10,1         | 6,2                     | Užliedžiai           |                                  |
| 13011320            | Plytupis neboli Gyris | 7,1        | 12,3         | 2,7                     | Romainiai/Kaunas     |                                  |

* nepřesnost v údajích, viz koordináty.
- Pravé:

| Hydrologické pořadí | Řeka                     | Délka (km) | Povodí (km²) | Vzdálenost od ústí (km) | Ústí kde             | Koordináty ústí                 |
| ------------------- | ------------------------ | ---------- | ------------ | ----------------------- | -------------------- | ------------------------------- |
| 13010050            | Juostinėlis              | 4,6        | 8,4          | 189,6                   | Traupis              |                                 |
| 13010080            | Ringužis                 | 6,2        | 6,4          | 164,1                   | Miežiškiai           |                                 |
| 13010190            | Aulamas                  | 12,1       | 25,3         | 147,6                   | Vyčiai               |                                 |
| 13010210            | Juosta                   | 50,8       | 273,3        | 145,7                   | Pajuostis            |                                 |
| 13020001            | Sanžilė                  | 7,8        | 57,3         | 128,5                   | Smiltynė             |                                 |
| 13010330            | Liekupis                 | 6,0        | 7,8          | 124,5                   | Papušiai             |                                 |
| 13010340            | Sudramala                | 12,4       | 20,4         | 122,7                   |                      |                                 |
| 13010350            | Trikojis                 | 3,3        | 5,5          | 120,0                   |                      |                                 |
| 13010360            | Kiršinas                 | 46,6       | 409,7        | 115,0                   | Povilauskai          |                                 |
| 13010410            | Taurulis                 | 4,6        | 19,5         | 110,6                   | Čiūrai               |                                 |
| 13010420            | Svirnupis                | 10,4       | 18,4         | 109,2                   | Ūdrai                |                                 |
| 13010430            | Vadaktis                 | 17,8       | 32,8         | 108,4                   | Vadaktai             |                                 |
| 13010440            | Šventupis                | 17,8       | 32,8         | 105,4                   | Žydeliai             |                                 |
| 13010520            | Ožupis                   | 17,8       | 32,8         | 100,4                   |                      |                                 |
| 13010550            | Lokauša                  | 17,6       | 49,9         | 97,9                    | Krekenava            |                                 |
| 13010560            | Šienėperšis              | 3,8        | 5,0          | 96,3                    | Krekenava            |                                 |
| 13010570            | Lokauša                  | 10,0       | 36,5         | 93,3                    | Stuomeniškiai        |                                 |
| 13010580            | Liaudė                   | 39,2       | 183,5        | 86,6                    | Bakainiai            |                                 |
| 13010620            | Liepupys                 | 7,3        | 10,5         | 84,3                    | Surviliškis          |                                 |
| 13010640            | Kruostas                 | 8,0        | 15,5         | 76,4                    | Kalnaberžė           |                                 |
| 13010650            | Kruostas                 | 28,9       | 99,7         | 71,5                    | Urbeliai             |                                 |
| 13010670            | Baltupis                 | 4,8        | 2,7          | 67,2                    | Justinava            |                                 |
| 13010710            | Dotnuvėlė                | 60,9       | 192,7        | 59,4                    | Kėdainiai            |                                 |
| 13010740            | Smilga                   | 32,0       | 208,8        | 58,5                    | Kėdainiai            | 55°17′18″ s. š., 23°59′3″ v. d. |
| 13010920            | N - 2                    | 5,3        | 10,7         | 51,2                    | Pelėdnagiai          |                                 |
| 13010930            | Upytė                    | 5,6        | 8,4          | 45,6                    | Vainikai             |                                 |
| 13011010            | Šušvė                    | 134,6      | 1165,4       | 36,3                    | Paliepiukai          |                                 |
| 13011150            | Aluona                   | 29,7       | 123,3        | 33,0                    | Vikūnai              |                                 |
| 13011170            | Striūna                  | 27,7       | 132,3        | 30,0                    | Panevėžiukas         |                                 |
| 13011230            | Asiūklys                 | 5,6        | 5,1          | 22,3                    | Vosiškiai            |                                 |
| 13011250            | Alksnupis neboli Eglynas | 7,4        | 6,6          | 20,0                    | Vosiškiai            |                                 |
| 13011260            | Vejuona                  | 19,8       | 47,7         | 18,2                    | Vosiškiai            |                                 |
| 13011280            | Upytė                    | 5,9        | 11,9         | 11,9                    | Naujieji Bernatoniai |                                 |
| 13011310            | Bajoriškė                | 3,3        | 3,4          | 6,8                     | Naujieji Bernatoniai |                                 |
| 13011330            | Akmeninis                | 3,7        | 5,0          | 4,8                     | Raudondvaris         |                                 |

## Vodní stav
Zdroj vody je smíšený s převahou sněhového. Průměrný průtok ve vzdálenosti 58 km od ústí činí přibližně 18,4 m³/s. Zamrzá v listopadu až v lednu a rozmrzá v únoru až v první polovině dubna. Maxima dosahuje od února do dubna.

## Gramatika
Nevėžis je v litevštině stejně jako v češtině v jednotném čísle rodu mužského. (Rozdíl od několika jiných litevských názvů, zakončených také na -is).